# Mauro Airez
Mauro Gabriel Airez (ur. 26 października 1968 w Verónice) – argentyński piłkarz występujący na pozycji napastnika.

## Kariera klubowa
Airez rozpoczął zawodową karierę w 1987 roku w Gimnasii La Plata, grającej w Primera División. Jej barwy reprezentował przez dwa sezony, po czym przez kolejne dwa występował w innych zespołach tej samej ligi – Argentinos Juniors oraz Independiente. 
W 1991 roku przeszedł do portugalskiego CF Os Belenenses, z którym w sezonie 1991/1992 awansował z drugiej ligi do pierwszej. Zadebiutował w niej 22 sierpnia 1992 w przegranym 0:1 meczu z Boavistą, zaś 25 października 1992 w wygranym 4:1 pojedynku z FC Paços de Ferreira strzelił swojego pierwszego gola w lidze portugalskiej. 
W trakcie sezonu 1995/1996 odszedł do Benfiki. Na koniec tamtych rozgrywek wywalczył z nią wicemistrzostwo Portugalii oraz Puchar Portugalii. W kolejnym sezonie zajął zaś z Benfiką 3. miejsce w lidze, a potem przeniósł się do Estreli Amadora, innego pierwszoligowego klubu, w którym spędził sezon 1997/1998. Następnie został zawodnikiem drugoligowego GD Estoril Praia, w barwach którego zakończył swoją karierę w 1999 roku.

## Kariera reprezentacyjna
W 1988 roku wziął udział w letnich igrzyskach olimpijskich, podczas których zagrał w czterech meczach, a Argentyna osiągnęła ćwierćfinał turnieju.
W pierwszej reprezentacji Argentyny zadebiutował 9 marca 1989 w przegranym 0:1 towarzyskim pojedynku z Kolumbią, natomiast 20 kwietnia 1989 w zremisowanym 1:1 towarzyskim spotkaniu z Chile zdobył swoją jedyną bramkę w drużynie narodowej.
W latach 1989–1990 w kadrze wystąpił trzy razy.